# Mia De Vits
 (juin 2018).
Si vous disposez d'ouvrages ou d'articles de référence ou si vous connaissez des sites web de qualité traitant du thème abordé ici, merci de compléter l'article en donnant les références utiles à sa vérifiabilité et en les liant à la section « Notes et références ».
Marie Louise De Vits dite Mia De Vits, née le 31 mars 1950 à Gooik est une femme politique belge flamande membre du Socialistische Partij Anders (Sp.a).
Elle est licenciée en sciences sociales (1971). 
Elle fut journaliste indépendante à la Vlaamse Radio- en Televisieomroep (VRT) (1971-1973), collaboratrice de la Fédération générale des travailleurs de Belgique (FGTB) (1973-1984), ensuite  secrétaire générale de la FGTB (1989-2002) et présidente de la FGTB (2002-2004). Elle fut membre du bureau exécutif de la Confédération internationale des syndicats libres (CISL) (1989-2004) et membre du bureau exécutif de la Confédération européenne des syndicats (CES) (1989-2004). 
Elle est membre du conseil d'administration de l'Organisation internationale du travail à Genève.

## Fonctions politiques
- 2007- : conseillère communale à Gooik
- 2004-2009 : députée au parlement européen
- 2009-2014 : députée flamande